# Diploknema butyracea
Diploknema butyracea är en tvåhjärtbladig växtart som först beskrevs av William Roxburgh, och fick sitt nu gällande namn av Herman Johannes Lam. Diploknema butyracea ingår i släktet Diploknema och familjen Sapotaceae.

## Underarter
Arten delas in i följande underarter:
- D. b. andamanensis
- D. b. butyracea

## Bildgalleri

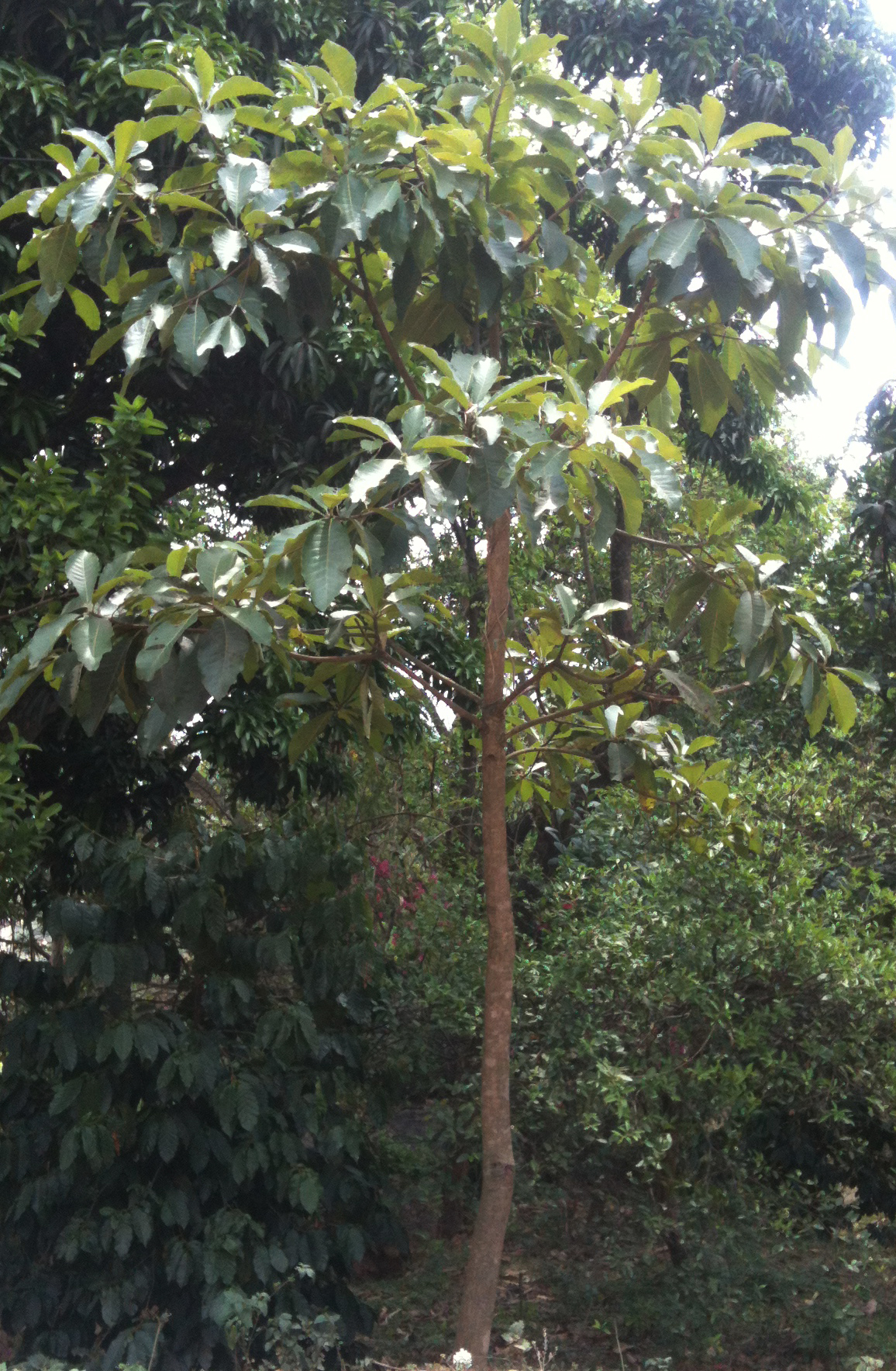
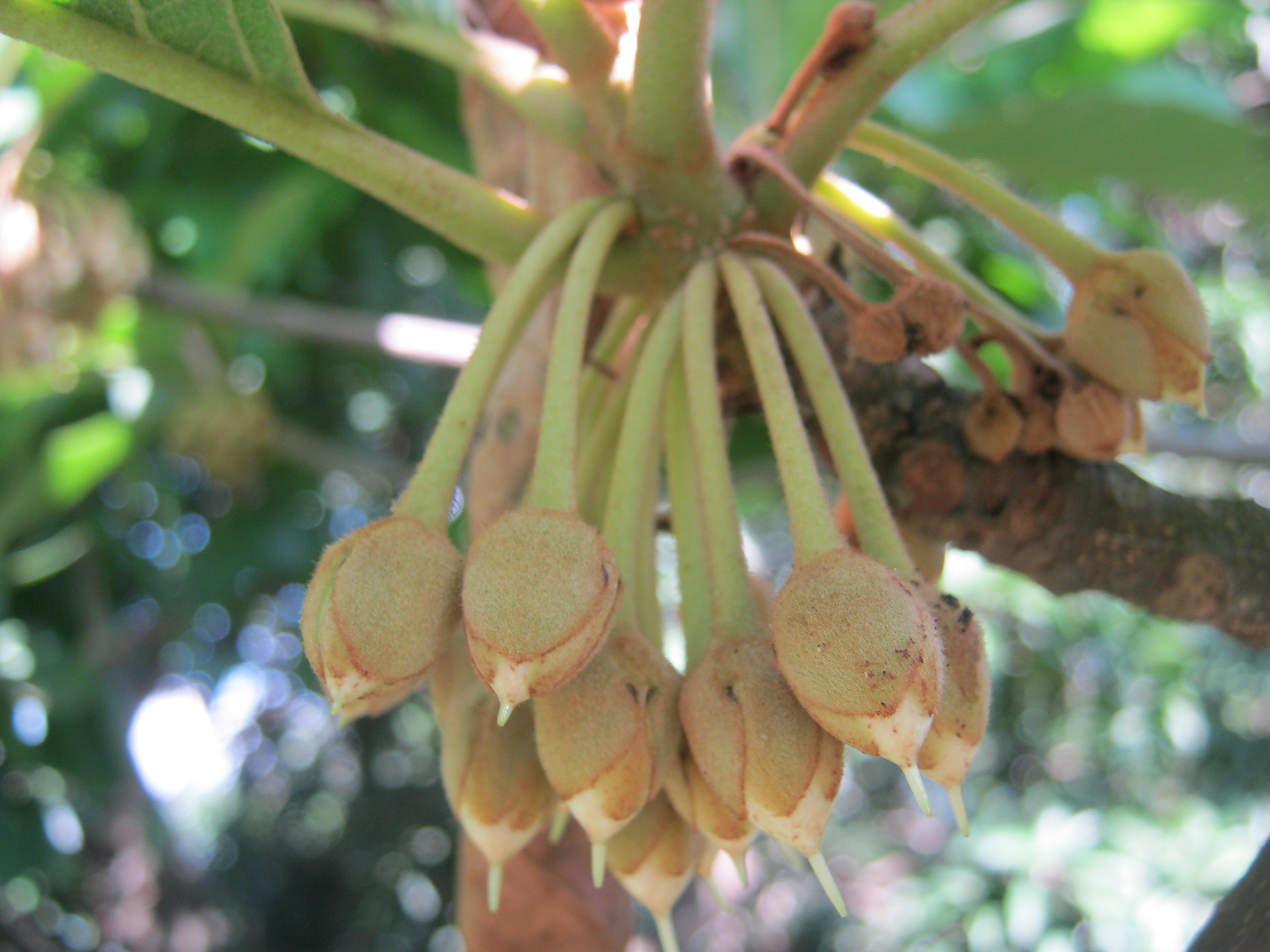
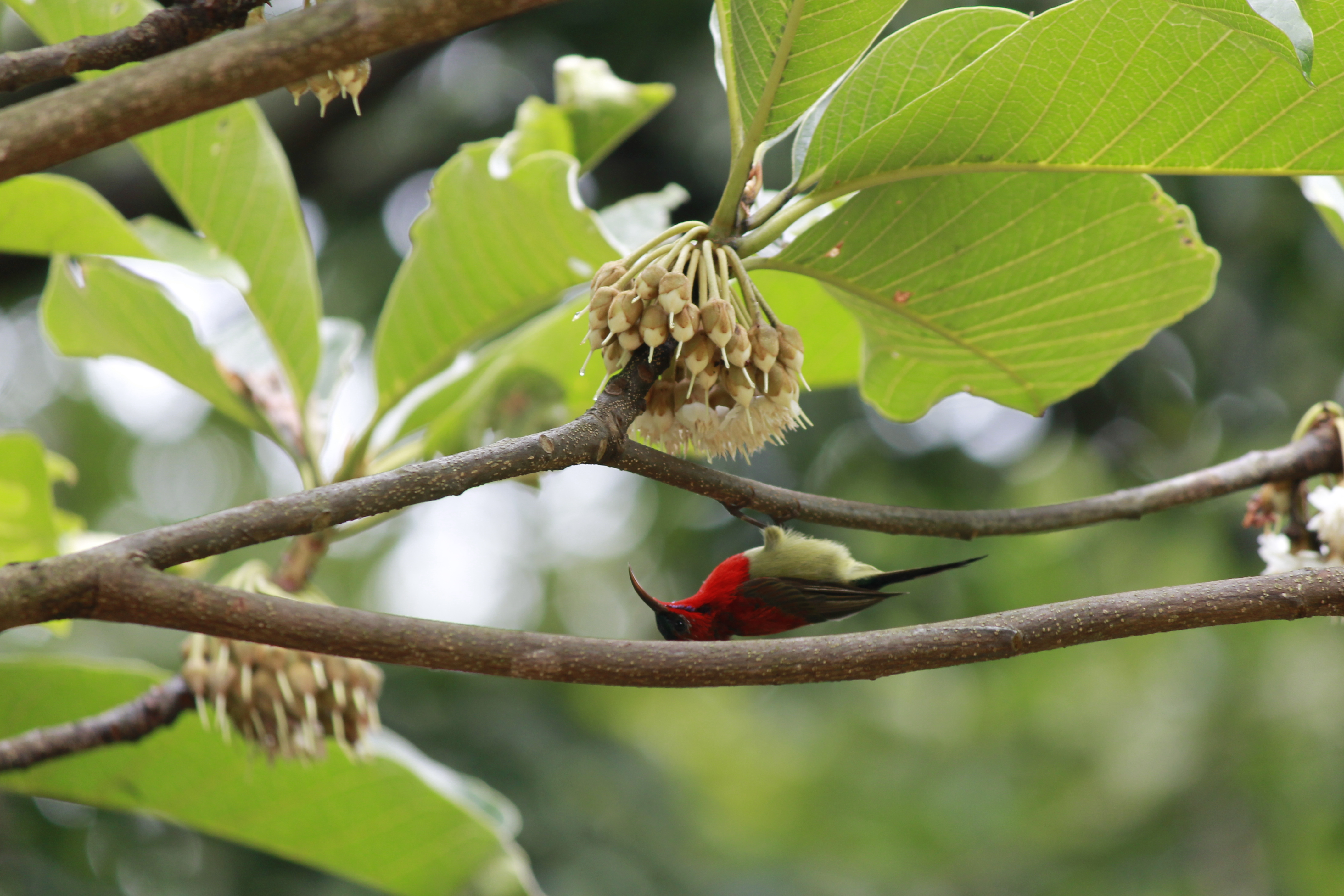
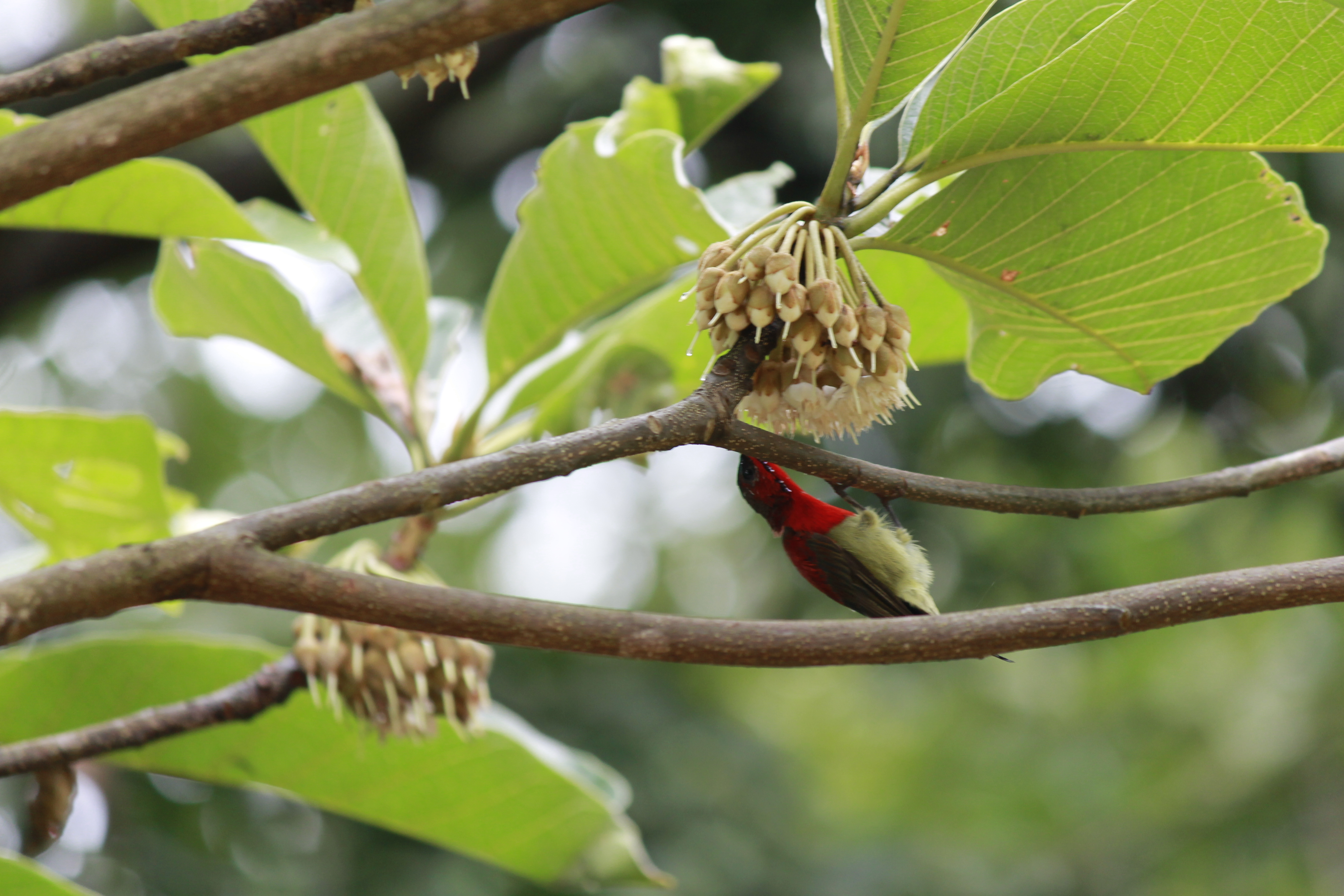
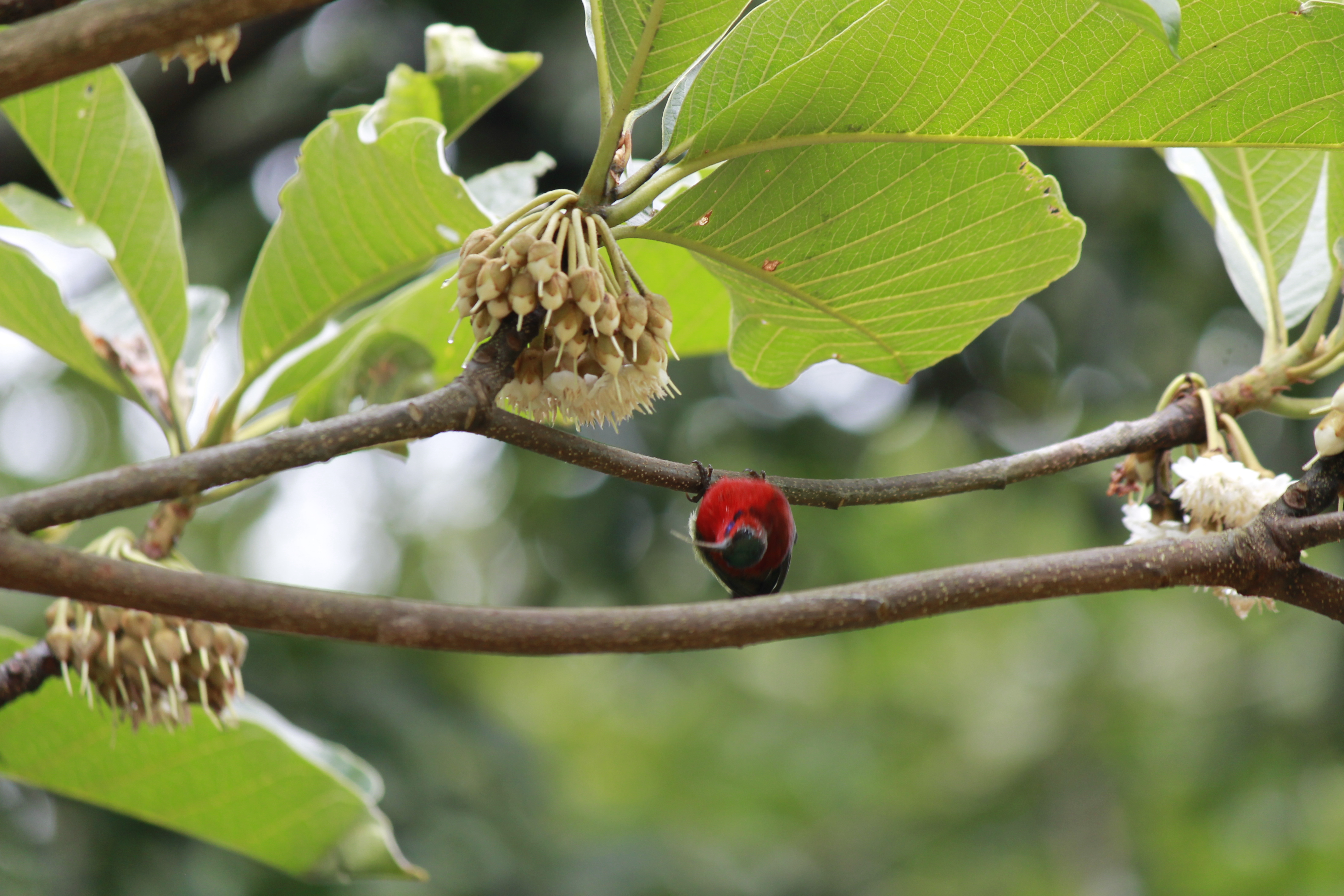
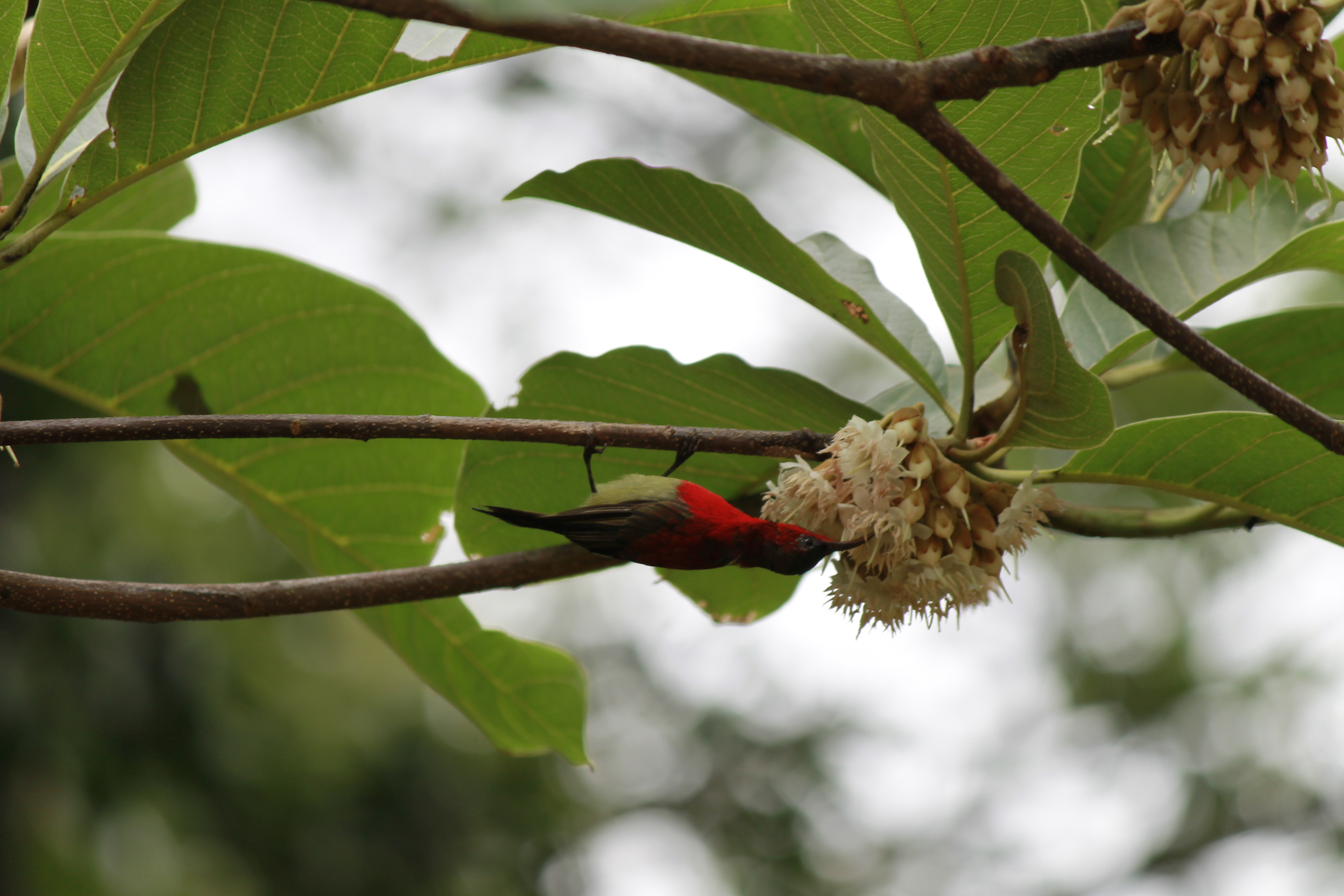